# Neue Nationalgalerie

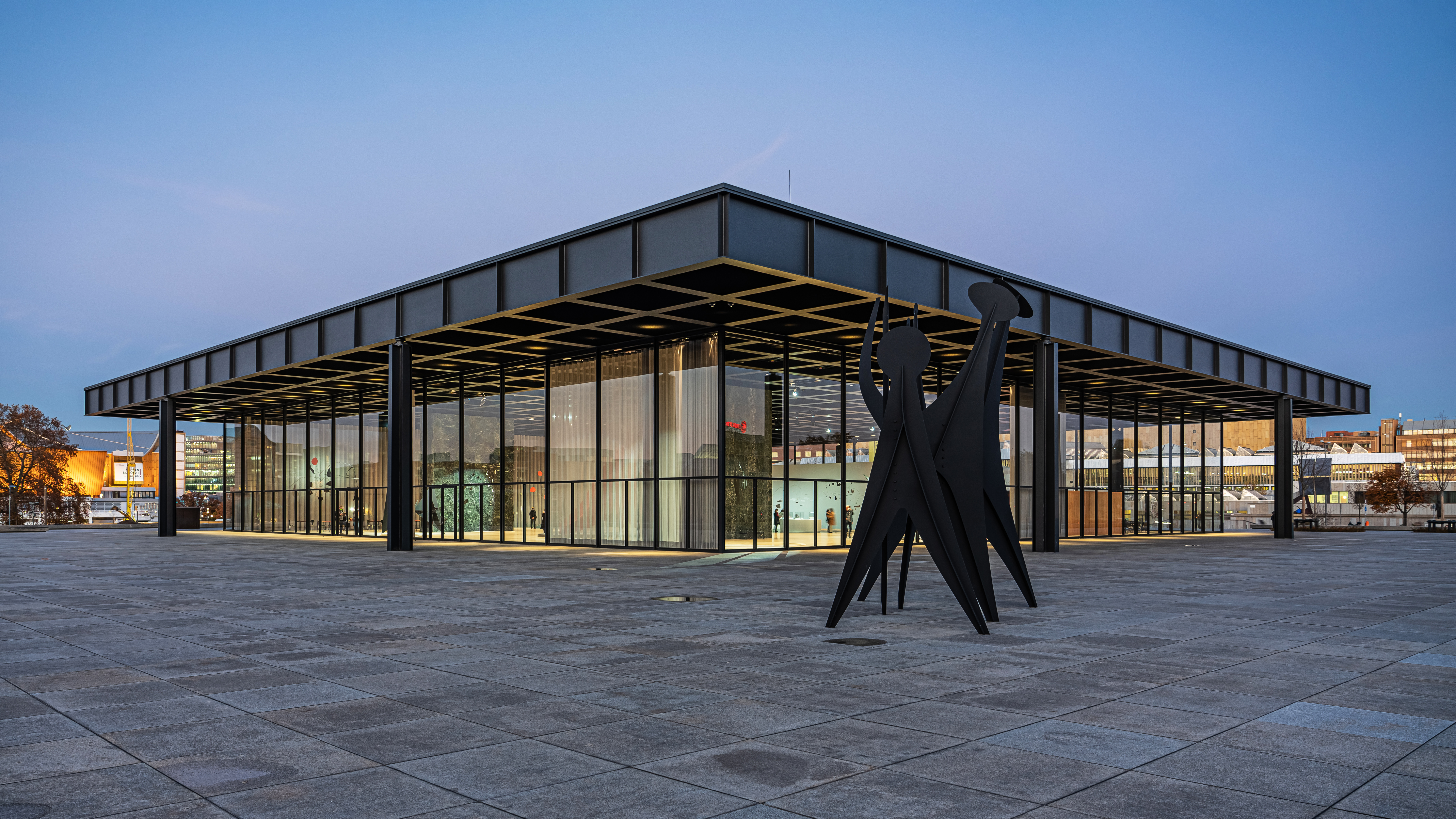
Neue Nationalgalerie (2021) mit Skulptur Têtes et Queue von Alexander Calder

Die Neue Nationalgalerie am Kulturforum ist das Museum für die Kunst des 20. Jahrhunderts der Berliner Nationalgalerie. Der 1968 eröffnete Bau des Museums stammt von Ludwig Mies van der Rohe und gilt als Ikone der Klassischen Moderne. Wegen umfangreicher Sanierungsarbeiten war die Neue Nationalgalerie von 2015 bis 2021 geschlossen.

## Architektur

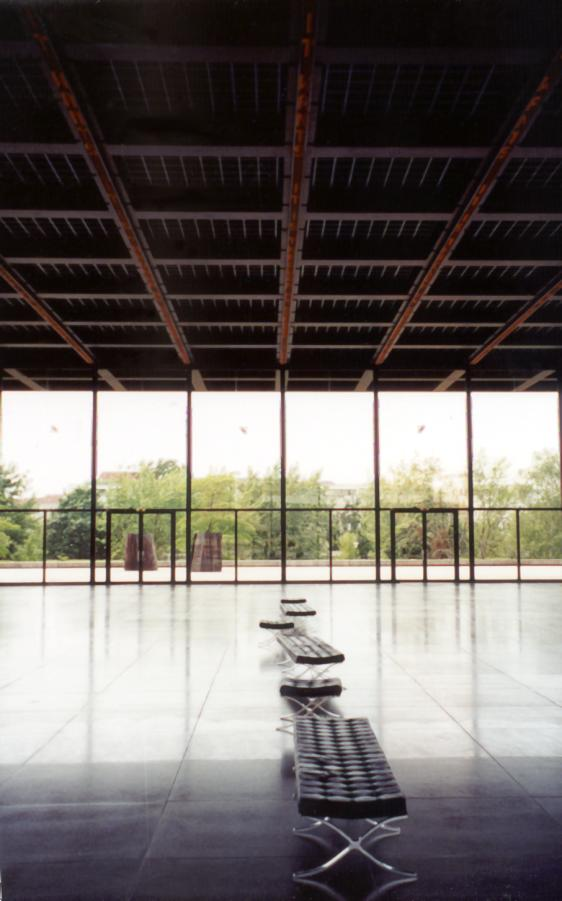
Innenansicht der stützenfreien Haupthalle mit Möbeln aus der Barcelona-Sessel-Kollektion und den Leuchtbändern der Lichtinstallation von Jenny Holzer (2005)

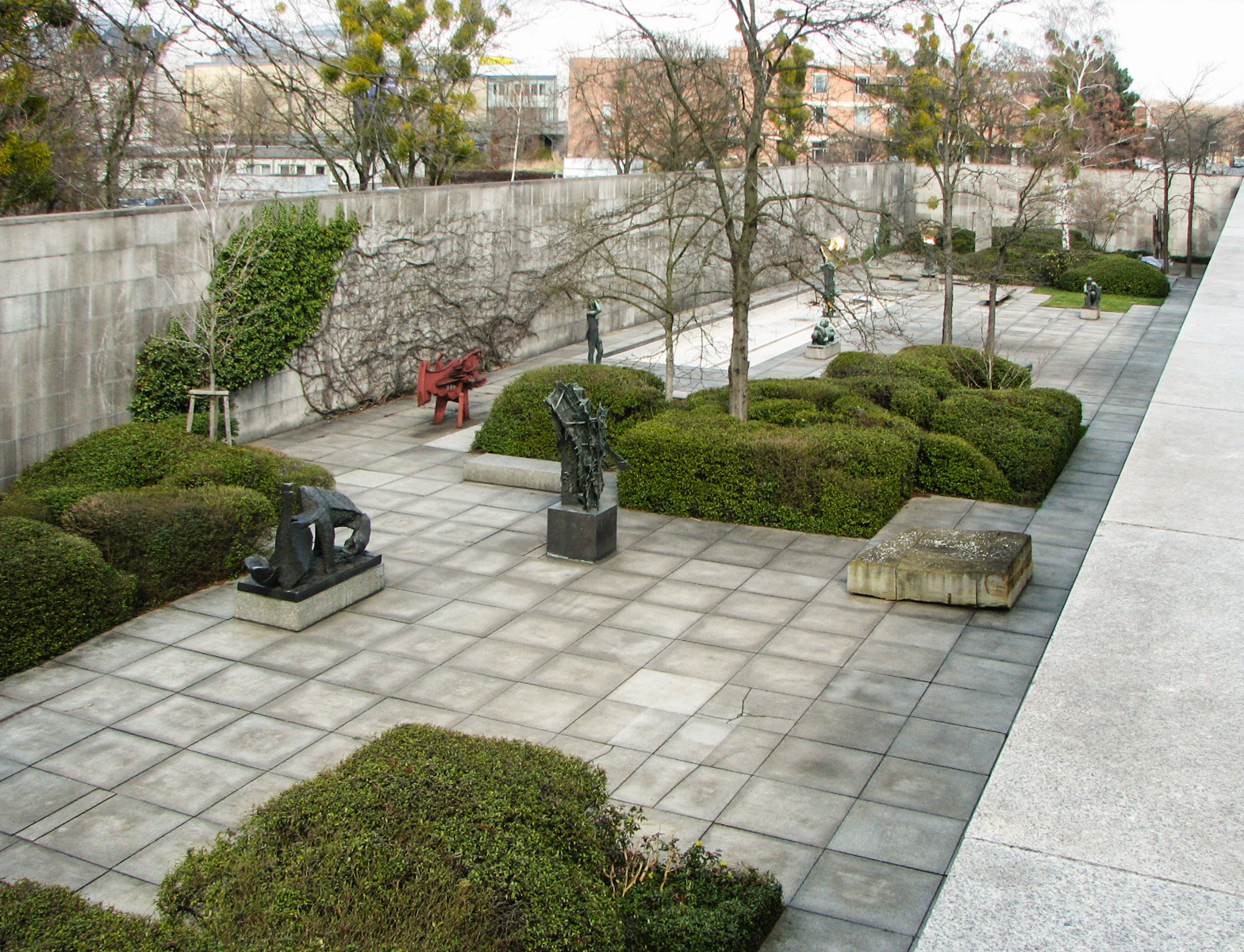
Blick in den Skulpturengarten (2008)

Im Jahr 1962 erhielt Ludwig Mies van der Rohe im Alter von 76 Jahren den Auftrag, die Neue Nationalgalerie in West-Berlin zu errichten. Er griff dabei auf seinen Entwurf von 1957 für das Verwaltungsgebäude des Rumherstellers  Bacardi in Santiago de Cuba und auf den ebenfalls eigenen zwischen 1960 und 1963 entwickelten Entwurf des Museum Georg Schäfer in Schweinfurt zurück. Beide Entwürfe waren nie realisiert worden und beruhen – mit geringeren Abmessungen – auf einem auf acht Stützen gelagerten Dach sowie dem stützenfreien Innenraum. Mies bat seinen Freund Frei Otto um Unterstützung bei der Statik des 1.260 Tonnen schweren Daches. Otto ersetzte die ursprünglich vorgesehenen vier mittigen Stützpfeiler durch je zwei an den vier Seiten.
Der Bau der Neuen Nationalgalerie begann am 23. September 1965, drei Jahre nach Auftragserteilung, mit der Grundsteinlegung und wurde nach knapp drei Jahren Bauzeit 1968, ein Jahr vor Mies’ Tod, fertiggestellt. Dieser war zwei Mal in Berlin (1965 zur Grundsteinlegung und 1967 nach Aufsetzen der Dachkonstruktion), konnte aber 1968 zur Eröffnung wegen einer chronischen Erkrankung nicht mehr anreisen. Die Umsetzung der Pläne erfolgte durch seinen Enkel Dirk Lohan, der nach seinem Diplom an der TH München ab 1962 im Büro seines Großvaters in Chicago mitarbeitete.
Die Neue Nationalgalerie ist das einzige Bauwerk, das Mies van der Rohe nach dem Zweiten Weltkrieg in Deutschland umsetzte und das erste Museum, das am damals neu entstehenden West-Berliner Kulturforum unweit des durch die Mauer durchschnittenen Potsdamer Platzes eröffnet wurde. In direkter Nachbarschaft befinden sich heute Hans Scharouns Staatsbibliothek und Philharmonie sowie weitere Museen, darunter die Gemäldegalerie, das Kunstgewerbemuseum, das Kupferstichkabinett und das Musikinstrumenten-Museum. Ab voraussichtlich 2026 wird das Ensemble durch das Museum des 20. Jahrhunderts ergänzt werden.
Mit der Neuen Nationalgalerie realisierte Mies den von ihm entwickelten Gedanken des Universalraums. Auf einer 105 × 110 Meter großen Granitterrasse, die den leichten Abhang am Ufer des Landwehrkanals ausgleicht, setzt der quadratische Pavillon als Stahl-/Glaskonstruktion auf. Die Kantenlänge des den Bau dominierenden, ebenfalls quadratischen Daches beträgt 64,8 Meter; die umschließenden Glaswände sind allseitig um 7,2 Meter zurückgesetzt und bilden so die Haupthalle. Das Dach wurde beim Bau als ein Gesamtelement von der Montagehöhe auf der Sockelplattform mit 24 synchron gesteuerten Hebern in neun Stunden über die acht Stahlstützen gehoben und dort auf den vier Seiten auf je zwei Stützen abgesetzt. Der sich darunter ergebende Raum bildet die große, stützenfreie Haupthalle, die nunmehr beliebige Ausstellungsgestaltungen zulässt und achsensymmetrisch von zwei freistehenden, raumhohen Versorgungskernen (Heizung/Lüftung/Dach-Entwässerung), zwei niedrigeren Garderobeneinbauten und zwei Treppen ins Untergeschoss strukturiert wird. Diese Haupthalle ist für die Wechselausstellungen bestimmt. Im Untergeschoss befinden sich Räume für die Dauerausstellung der Sammlung; an der Westseite des Gebäudes schließt an diese Räume ein ummauerter Skulpturengarten an, der auch von der höher liegenden Sockelplattform einsehbar ist, die sich um die Halle des Erdgeschosses erstreckt. Auf der Terrasse vor der Nationalgalerie befindet sich Henry Moores Bronzeplastik Three Way Piece No. 2: Archer.
Mies’ Lösung ist mit ihrem latenten Klassizismus eine moderne Vergegenwärtigung des antiken Podiumstempels, die der durch Karl Friedrich Schinkel und seine Schule geprägten Berliner Bautradition entspricht (Altes Museum, Alte Nationalgalerie).
Durch die ungewöhnliche Raumaufteilung im Untergeschoss und die Monumentalität der Haupthalle ist die Parallel- wie auch die Getrenntnutzung der zwei Geschosse des Gebäudes für Ausstellungen aus Erschließungsgründen nicht immer unproblematisch. Die große Halle beschäftigte in jüngerer Vergangenheit einige Künstler, sich mittels Installationen und Interventionen mit der Einzigartigkeit des Mies'schen Universalraums auseinanderzusetzen.

## Geschichte
Die Neue Nationalgalerie beherbergt die Bestände der Staatlichen Museen zu Berlin im Bereich der Malerei, Skulptur und Plastik des 20. Jahrhunderts, von der klassischen Moderne bis zur Kunst der 1960er Jahre. Sie knüpft ausdrücklich an die Tradition der Neuen Abteilung im Kronprinzenpalais an, die unter der Leitung von Ludwig Justi von 1919 bis 1937 aufgebaut worden war, bis sie durch die Aktion Entartete Kunst zerstört wurde.

### Vorgeschichte

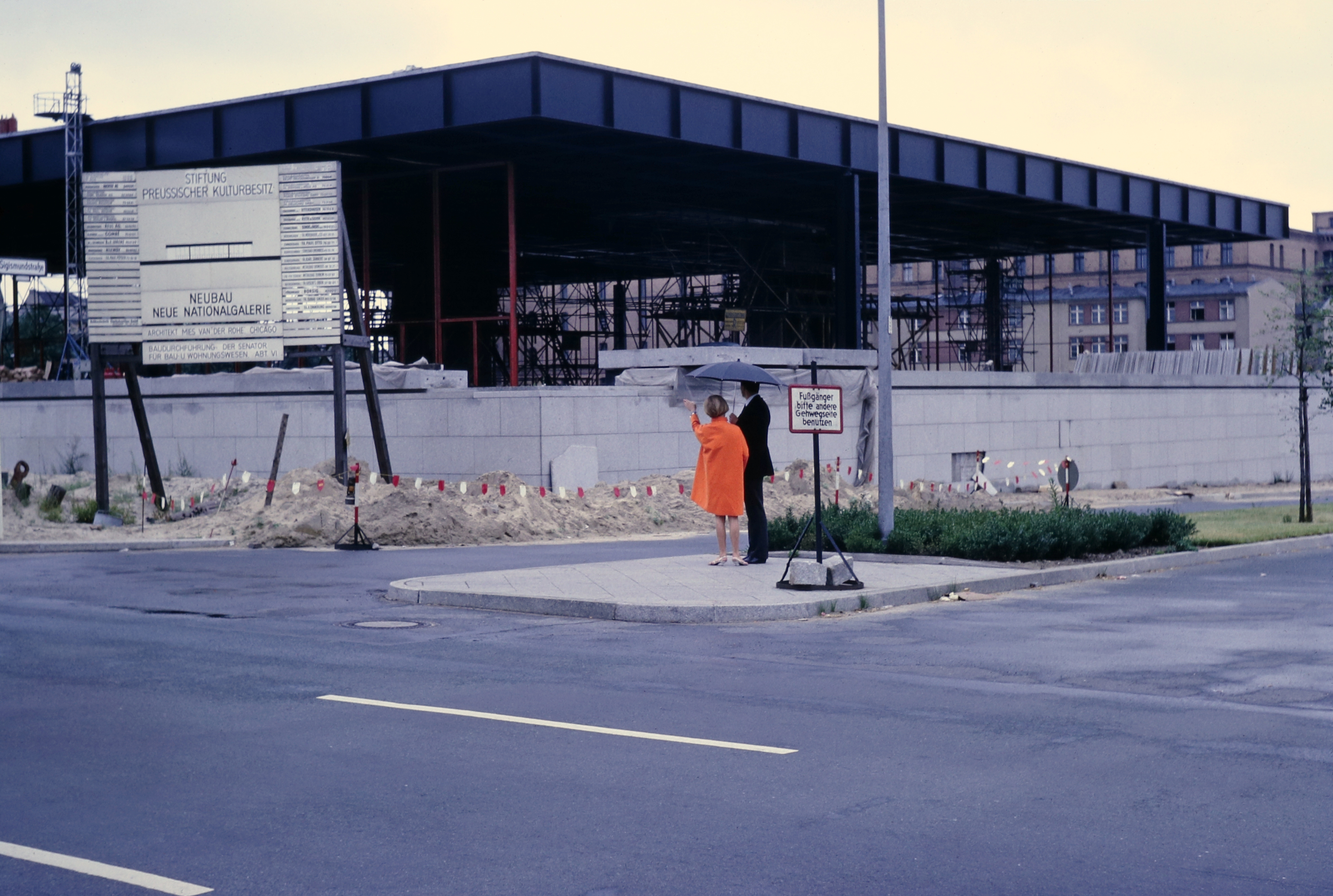
Baustelle, 1967

Noch 1945 beschloss der Magistrat von Berlin die Gründung einer Sammlung des 20. Jahrhunderts. Die treibenden Kräfte dabei waren Adolf Jannasch und abermals Ludwig Justi. Es dauerte aber bis 1947, ehe sich die Ankaufkommission zusammenfand. Sie bestand aus je einem Stadtverordneten der CDU, der SPD und der SED, drei Kunsthistorikern und drei Künstlern. Der inzwischen 69-jährige Justi war zum Generaldirektor der ehemaligen Staatlichen Museen ernannt worden. Er wollte zunächst die Lücken im Bereich des Expressionismus durch den Ankauf einiger Hauptwerke füllen, kollidierte damit aber mit Strömungen, die die aktuelle Nachkriegskunst dokumentieren wollten.
Ausstellungen fanden zu dieser Zeit im Staatsratssaal des Stadtschlosses statt.
Alle weiteren Bemühungen waren mit der Spaltung des Magistrats im November 1948 und der Gründung der beiden deutschen Staaten 1949 obsolet. Deshalb wurde die Galerie des 20. Jahrhunderts 1949 in West-Berlin ein zweites Mal als städtische Galerie gegründet und musste ihren Bestand erneut aufbauen. Nach wie vor sah sie sich in der Tradition des Kronprinzenpalais und versuchte, um die Kontinuität sichtbar zu machen, wann immer möglich, verlorene Werke zurückzuerwerben – was allerdings nur vereinzelt gelang, wie bei Noldes Christus und die Samariterin. Insbesondere die Lücke, die durch den Verlust der Werke des Blauen Reiters entstanden war, war auch langfristig nicht angemessen zu schließen.
Ausstellungsort der Galerie war zunächst das ehemalige Landwehrkasino an der Jebensstraße hinter dem Bahnhof Zoo, wo sich auch die Kunstbibliothek befand und heute das Museum für Fotografie und die Helmut-Newton-Stiftung untergebracht sind. 1953 kehrten auch die im Westen ausgelagerten Bestände der Nationalgalerie nach West-Berlin zurück und wurden zunächst in Dahlem, ab 1959 im Schloss Charlottenburg ausgestellt. Beide Institutionen bemühten sich parallel, die Lücken im Bereich der klassischen Moderne wieder zu schließen. Nachdem 1957 die Stiftung Preußischer Kulturbesitz gegründet worden war, wurde es leichter, die Ankaufspolitik der Nationalgalerie enger mit der der städtischen Galerie des 20. Jahrhunderts zu koordinieren, und als 1961 mit dem Bau der Mauer klar wurde, dass eine Zusammenführung der Bestände aus Ost und West auf lange Sicht nicht mehr möglich sein würde, entschloss man sich zur Vereinigung der beiden Rumpfsammlungen und zu dem repräsentativen Neubau am neu gegründeten Kulturforum Berlin, mit dem Mies van der Rohe beauftragt wurde.

### Sammlung ab 1968

Vier Vierecke im Geviert von George Rickey (1969) auf der Terrasse der Neuen Nationalgalerie

Dieser wurde am 15. September 1968 mit einer Mondrian-Ausstellung eingeweiht. Erster Direktor wurde Werner Haftmann, der daranging, der Öffentlichkeit aus beiden Rumpfsammlungen eine geschlossene Sammlung vorzulügen, wie er selbst sagte. In den Bau zogen zunächst die Galerie des 20. Jahrhunderts und alle Werke der Nationalgalerie, bis 1986, eher aus Platzmangel, die Galerie der Romantik zurück ins Schloss Charlottenburg kehrte, so dass die ständige Ausstellung erst jetzt auf die Kunst des 20. Jahrhunderts konzentriert war.
Der Ankaufetat der Neuen Nationalgalerie war von Anfang an eher gering, Ende der 1960er betrug er etwa 200.000 DM. Viele Bilder konnten aber mit Hilfe der Stiftung Deutsche Klassenlotterie und ab 1977 durch die Unterstützung des Vereins der Freunde der Nationalgalerie erworben werden.
Die Museumskonzeption und die Ankaufspolitik waren oft von heftiger öffentlicher Anteilnahme geprägt. Haftmann gelang es, der immer noch rudimentären Sammlung eine profilierte Kontur zu geben und sie in einen internationalen Kontext zu stellen. Nach 1968 gab es trotzdem schwere Auseinandersetzungen, als sich Haftmann gegen grenzüberschreitende Happenings und Installationen wandte. In der aufgeheizten Lage wurden teilweise die Glasscheiben des Mies-Baus eingeschlagen und sogar zerschossen.
1982 begegnete die Boulevardpresse dem Ankauf von Barnett Newmans Who’s Afraid of Red, Yellow and Blue IV mit lautstarkem Unverständnis, in deren Folge es zu Morddrohungen gegen den Direktor Dieter Honisch kam und ein Student das Kunstwerk attackierte und schwer beschädigte. Honisch hatte die Galerie der amerikanischen Malerei geöffnet, und zwar insbesondere der Farbfeldmalerei in bewusstem Gegensatz zur Pop Art, die das Museum Ludwig in Köln sammelte.

### Sammlung seit 1990
Mit der Wiedervereinigung veränderte auch die Neue Nationalgalerie ihr Gesicht. Sie wurde Teil der Nationalgalerie Berlin auf der Museumsinsel und 1993 kam es zur Neuordnung der Bestände. Während die Galerie der Romantik aus dem Schloss Charlottenburg problemlos mit den Altbeständen vereinigt werden konnte und die klassische Moderne einen Zugewinn verbuchte, war die Integration der Nachkriegskunst aus der DDR in die des Westens sehr viel schwieriger. Die neue Hängung rief heftigsten Widerspruch hervor und über ein Jahr lang wurde ein sogenannter Deutsch-deutscher Bilderstreit ausgefochten, der vor allem von den Verletzungen nichtstaatlicher Künstler aus der DDR und der Empörung der CDU getragen wurde. Inzwischen ist die DDR-Kunst kaum noch vertreten.
Seit der Einrichtung des Hamburger Bahnhofs 1996 nach der Schenkung der Sammlung Marx wurde die Neue Nationalgalerie eine reine Präsentation der Klassischen Moderne bis in die beginnenden 1970er Jahre. Darüber hinaus geht sie nur noch mit den zahlreichen und oft spektakulären Sonderausstellungen im Glaspavillon, die meist aber auch retrospektiven Charakter haben. Von Februar bis September 2004 waren auf Initiative von Peter Raue Werke aus dem New Yorker Museum of Modern Art (MoMA) unter dem Slogan Das MoMA in Berlin in der Nationalgalerie ausgestellt. Von Juni bis Oktober 2007 knüpfte die Ausstellung Die schönsten Franzosen kommen aus New York mit Meisterwerken französischer Kunst des 19. Jahrhunderts an diesen Erfolg an. Die zweite große Vorzugserwerbung der Nationalgalerie, das Museum Berggruen, ergänzt mit einer Sammlung von Kunst der Klassischen Moderne den Bestand der Neuen Nationalgalerie. Im Jahr 2008 erweiterte die Sammlung Scharf-Gerstenberg das Spektrum der Nationalgalerie um Werke des Surrealismus. In der zweiten Hälfte des Jahres 2009 zeigte die Neue Nationalgalerie unter dem Titel Bilder Träume die private Sammlung der Familie Pietzsch. Es handelt sich dabei um größtenteils surrealistische Bilder namhafter Künstler wie Miró und Magritte. Durch die Schenkung der Sammlung Pietzsch gingen diese Kunstwerke 2016 in die Sammlung der Nationalgalerie ein.

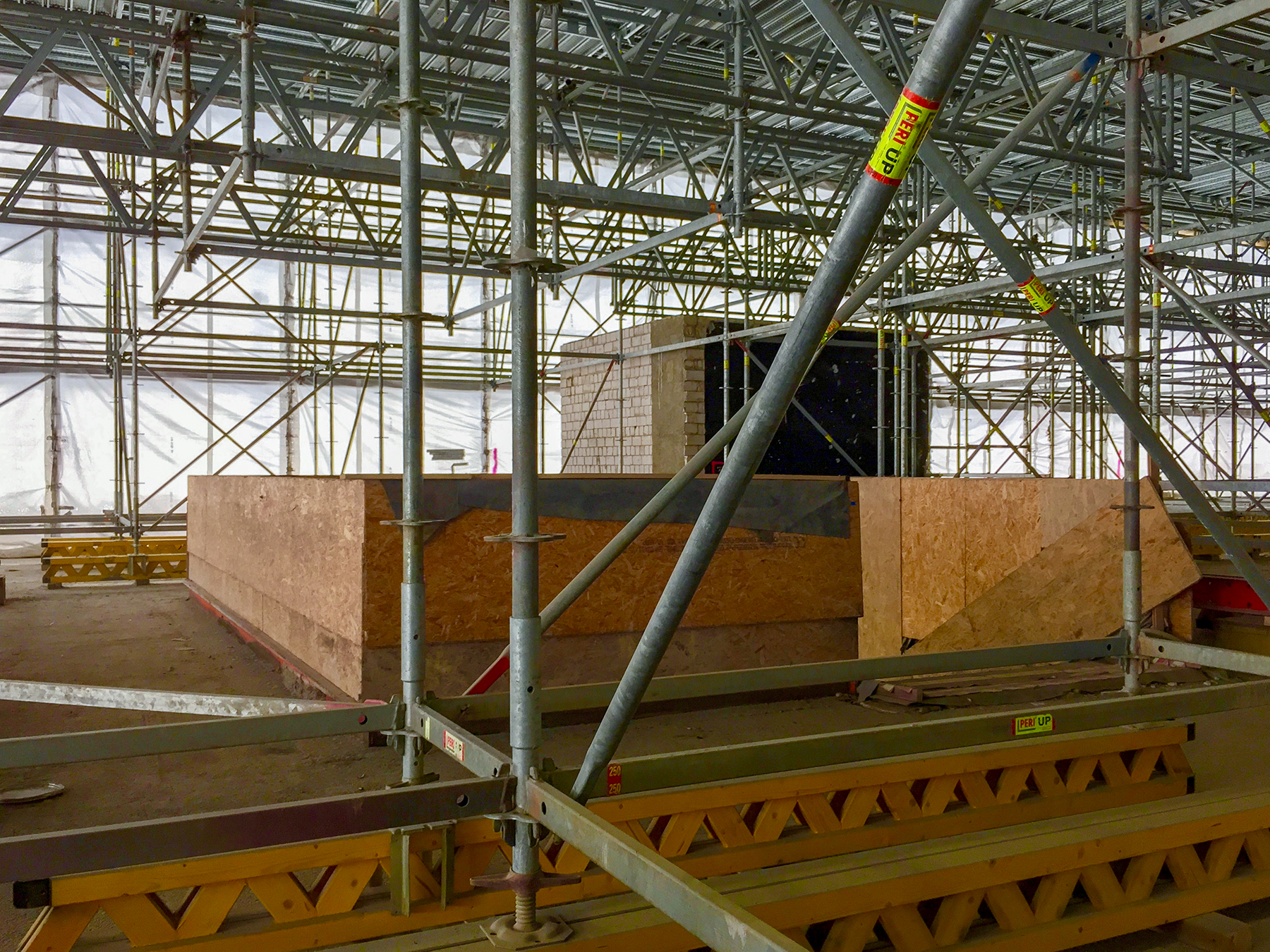
Zustand der Halle während der Sanierungsarbeiten 2018

### Sanierung
Aufgrund umfangreicher anstehender Sanierungsarbeiten der unter Denkmalschutz stehenden Neuen Nationalgalerie wurde diese Anfang 2015 für fünf Jahre geschlossen. Die Koordination der Sanierung erfolgt durch David Chipperfield Architects, das Architekturbüro von David Chipperfield. Im Januar 2015 schätzte das Bundesamt für Bauwesen die Sanierungskosten auf 101 Millionen Euro. Sämtliche Kosten übernahm der Bund. Die tatsächlichen Kosten betrugen bis April 2021 dann etwa 140 Millionen Euro. Bei der Renovierung wurden die 56 oberen Scheiben der Fassade mit Abmessungen 5,40 m × 3,40 m durch im Floatglasverfahren in China hergestelltes Verbund-Sicherheitsglas ausgetauscht, da im Jahr 2018 andere Glaswerke nur bis zur standardisierten Glasbreite von 3,21 m liefern konnten. Zusammen mit den unteren Scheiben ergab das eine erneut einfach verglaste Fassadenfläche der Eingangshalle von ca. 1500 m².
Mit dem Beschluss zum Bau des benachbarten Berlin Modern, das unterirdisch mit der Neuen Nationalgalerie verbunden sein wird, vergrößert sich die Ausstellungsfläche der Nationalgalerie ab 2026 um ein Vielfaches.

## Veranstaltungen
In den 1970er Jahren wurde das Gebäude auch für Konzerte im Rahmen des Metamusik-Festivals genutzt. Organisator war Walter Bachauer für die Berliner Festwochen. Am Wahlabend zur Bundestagswahl 2002 waren zahlreichen Prominente geladen und wurden während eines Konzerts von Marius Müller-Westernhagen gefilmt. Daraus entstand das Musikvideo Es ist an der Zeit von dem Regisseur Ralf Schmerberg. Anfang 2015 gab die Gruppe Kraftwerk dort an acht aufeinanderfolgenden Tagen Konzerte zu ihren acht klassischen Alben. Unmittelbar danach wurde die Neue Nationalgalerie für die Grundinstandsetzung geschlossen.

## Direktoren
- 1967–1974: Werner Haftmann (Gründungsdirektor)
- 1974–1975: Wieland Schmied (kommissarisch)
- 1975–1997: Dieter Honisch
- 1999–2008: Peter-Klaus Schuster
- 2008–2020: Udo Kittelmann[26]
- 2020–2021: Joachim Jäger (kommissarisch)[26]
- seit 2022: Klaus Biesenbach[27]

## Filme
- Neue Nationalgalerie Berlin (= Museums-Check. Folge 71). Reportage, 30 Min., Moderation: Markus Brock, Produktion: 3sat. Erstausstrahlung: 7. November 2021.[28]